# Fistbol

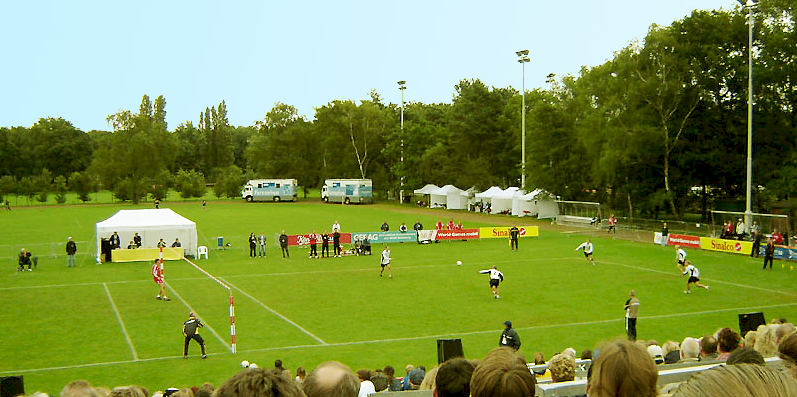
Partit de fistbol als World Games 2005

El Fistbol (Fistball en anglès i Faustball en alemany) és un esport que consisteix a passar una pilota d'una part del terreny de joc a l'altra per damunt d'una xarxa, practicat a gairebé tots els continents (Europa, Nord-amèrica, Sud-amèrica, Àfrica i Àsia).
L'Associació Internacional de Fistbol (IFA - International Fistball Association) és l'organisme que regula i promou internacionalment aquest esport.

## L'esport
El Fistbol forma part del grup d'esports en el que els jugadors colpegen una pilota per sobre d'una xarxa d'una banda del terreny de joc a l'altra. Com al voleibol i el tennis l'objectiu és fer arribar la pilota al terreny de joc contrari sense que els oponents la puguin tornar, colpejant-la amb els punys o els braços. Una vegada ha passat la xarxa, la pilota es pot tocar fins a tres vegades per qualsevol dels cinc jugadors de l'equip - amb un bot permès després de cada contacte.
És un esport que es juga tant a l'exterior com en pavellons coberts. La modalitat masculina a l'exterior, inclosa als Jocs Mundials des del 1985, es juga en un camp de 50 x 20 metres. La línia central divideix el camp en dues meitats i la xarxa es troba dos metres per damunt d'aquesta línia. Les línies de servei són a tres metres de la de centre a cada meitat de camp. La pilota és de pell, amb una circumferència màxima de 68 cm, un pes de fins a 380 g, inflada a 0.75 bar. Els partits es juguen en funció de la modalitat 'al millor de tres o cinc sets', on el set es guanya en arribar a 20 punts (o a 11 en modalitat reduïda) i superant com a mínim en dos punts el contrari.

## Història
Hi ha referències escrites sobre el fistbol de l'any 240, en època de l'emperador romà Gordià III.
L'any 1555, Antonius Scaioni va escriure unes regles per a la versió italiana d'aquest esport.
Posteriorment, l'any 1786, el mateix Goethe va esmentar partits d'aquest esport entre 'quatre nobles de Verona i quatre Venecians' al seu diari "Un viatge italià".

## Membres de la Federació Internacional de Fistbol
- Àfrica: Namíbia.
- Àsia: Índia, Japó, Nepal, Paquistan, Taiwan.
- Europa: Albània, Alemanya, Àustria, Bèlgica, Belarús, Catalunya, Dinamarca, França, Grècia, Hongria, Islàndia, Itàlia, Malta, Moldàvia, Polònia, República Txeca, Sèrbia, Suècia, Suïssa, Ucraïna, Xipre.
- Amèrica: Argentina, Brasil, EUA, Mèxic, Paraguai, Perú, Uruguai, Xile.

## Campionats del món
La federació internacional organitza el campionat del món masculí i femení amb una periodicitat de quatre anys.
| Campionat del món masculí |      |                         |          |               |          |               |
|                           | Any  | Seu                     | Data     | Campió        | Segon    | Tercer        |
| 1.                        | 1968 | Linz, Àustria           | 6-9/07   | Alemanya Occ. | Àustria  | Alemanya Ori. |
| 2.                        | 1972 | Schweinfurt, Alemanya   | 17-20/08 | Alemanya Occ. | Brasil   | Àustria       |
| 3.                        | 1976 | Novo Hamburgo, Brasil   | 9-10/10  | Alemanya Occ. | Brasil   | Àustria       |
| 4.                        | 1979 | Sankt Gallen, Suïssa    | 31/8-2/9 | Alemanya Occ. | Àustria  | Brasil        |
| 5.                        | 1982 | Hannover, Alemanya      | 17-19/9  | Alemanya Occ. | Brasil   | Suïssa        |
| 6.                        | 1986 | Buenos Aires, Argentina | 10-12/10 | Alemanya Occ. | Àustria  | Brasil        |
| 7.                        | 1990 | Vöcklabruck, Àustria    | 19-23/9  | Alemanya Occ. | Àustria  | Brasil        |
| 8.                        | 1992 | Llanquihue, Xile        | 23-29/11 | Alemanya      | Àustria  | Brasil        |
| 9.                        | 1995 | Windhoek, Namíbia       | 29/8-2/9 | Alemanya      | Suïssa   | Àustria       |
| 10.                       | 1999 | Olten, Suïssa           | 25-29/8  | Brasil        | Alemanya | Àustria       |
| 11.                       | 2003 | Porto Alegre, Brasil    | 16-23/11 | Brasil        | Alemanya | Àustria       |
| 12.                       | 2007 | Oldenburg, Alemanya     | 6-12/8   | Àustria       | Brasil   | Alemanya      |

| Campionat del món femení |      |                         |         |          |         |          |
|                          | Any  | Seu                     | Data    | Campió   | Segon   | Tercer   |
| 1.                       | 1994 | Buenos Aires, Argentina | 7-9/10  | Alemanya | Àustria | Brasil   |
| 2.                       | 1998 | Villach / Linz, Àustria | 2-5/9   | Alemanya | Suïssa  | Brasil   |
| 3.                       | 2002 | Curitiba, Brasil        | 6-10/11 | Suïssa   | Brasil  | Alemanya |
| 4.                       | 2006 | Jona, Suïssa            | 27-30/7 | Alemanya | Brasil  | Àustria  |

## Campionats d'Europa
El campionat d'Europa de seleccions nacionals masculines es disputa des de 1965 i el femení des de 1993, amb Alemanya, Suïssa i Àustria com a les grans dominadores.

## El fistbol a Catalunya
La Federació Catalana de Fistball es crea l'any 2007 i l'agost del mateix any és reconeguda internacionalment de manera oficial per l'Associació Internacional de Fistball (International Fistball Association).
El debut de la selecció catalana va ser el mes de maig de 2008 en un torneig amistós a Àustria. La primera participació en competició oficial de la selecció masculina va ser al Campionat d'Europa 2008 disputat a Alemanya, el mes de juliol de 2008. La selecció femenina va debutar en competició oficial al Campionat d'Europa 2009, a Suïssa.